# Instituto Max Planck de Pesquisas Sobre Polímeros
O Instituto Max Planck de Pesquisas Sobre Polímeros (em alemão:  Max-Planck-Institut für Polymerforschung (MPI-P)) em Mainz é um centro de pesquisa de novos materiais feitos de polímeros.
O MPI-P foi fundado em 1 de junho de 1983 e é um dos 82 institutos mantidos pela Sociedade Max Planck (Max-Planck-Gesellschaft - MPG). Os diretores fundadores foram Erhard Wolfgang Fischer (1929–2011) e Gerhard Wegner. Na MPG o instituto está vinculado à seção químico-físico-técnica. Mais de 500 funcionários da Alemanha e do exterior estão trabalhando atualmente no instituto, com o objetivo de produzir e caracterizar polímeros a fim de desenvolver conhecimentos básicos para novas aplicações nas áreas de eletrônica, tecnologia de energia, medicina, construção de veículos e tecnologia de materiais.

## Áreas de trabalho
O instituto se dedica à pesquisa básica na área de matérias moles, especialmente polímeros. O objetivo é obter conhecimento sobre as relações entre a estrutura química, propriedades físicas e função dos materiais macromoleculares. Para tanto, o trabalho científico do MPI-P não é estritamente organizado em departamentos, mas sim em disciplinas.
As principais atividades do instituto podem ser resumidas da seguinte forma:
Química Macromolecular Sintética
- Desenvolvimento de novos métodos sintéticos
- Produção de polímeros com estrutura não convencional
- Desenvolvimento de sistemas de funcionalidade seletiva, especialmente de polímeros que transportam cargas ou certas moléculas

Arquiteturas supramoleculares
- Produção de polímeros com estrutura colunar
- Sistemas com agregação via ligações de hidrogênio
- Macromoléculas altamente ramificadas
- Membranas modelo
- Filmes e camadas ultrafinas
- Sistemas híbridos orgânicos-inorgânicos estruturados definidos
- Revestimentos de superfície com bio-funcionalidade

Estrutura e dinâmica dos sistemas macromoleculares
- Investigação da dinâmica molecular e coletiva de sistemas poliméricos
- Fenômenos de transporte no estado de vidro
- Comportamento organizacional e dinâmica de copolímeros em bloco
- Propriedades de polieletrólitos sintéticos e naturais

Desenvolvimento e otimização de métodos experimentais e teóricos para caracterização de polímeros
- Espectroscopia de ressonância magnética nuclear de estado sólido
- Espectroscopia de ressonância de spin eletrônico
- Espectrometria de massa
- Óptica de propriedades não lineares
- Óptica de plasmon de superfície
- Microscopia de varredura de sonda, raio-X e dispersão de luz
- Reologia
- Simulações computacionais da estática e dinâmica de derretimentos, redes, misturas e o comportamento de agregação
- Teoria analítica baseada na mecânica estatística
- Simulação numérica computacional
- Medição de forças de superfície

Propriedades de superfície e interfaciais de polímeros
- Caracterização de macromoléculas em superfícies e interfaces
- Interação de macromoléculas com outros materiais
- Reconhecimento molecular
- Compósitos
- Adesão
- Nanotecnologia

## Diretores
O Instituto Max Planck de Pesquisas Sobre Polímeros possui seis departamentos, cada um chefiado por um diretor.
- Eletrônica Molecular, Diretor: Paul Blom
- Espectroscopia Molecular, Diretor: Mischa Bonn
- Física das Interfaces, Diretor: Hans-Jürgen Butt
- Teoria dos Polímeros, Diretor: Kurt Kremer
- Físico-Química de Polímeros, Diretora: Katharina Landfester
- Síntese de Macromoléculas, Diretora: Tanja Weil

## Ex-Diretores
- Espectroscopia de Polímeros, Diretor 1985–2012: Hans Wolfgang Spiess
- Química do Estado Sólido, Diretor 1983–2008: Gerhard Wegner
- Física de Polímeros, Diretor 1983–1997: Erhard Wolfgang Fischer
- Ciência dos Materiais, Diretor 1993–2008: Wolfgang Knoll
- Química Sintética, Diretor: 1989–2016: Klaus Müllen